# Fontaine-sous-Jouy
Fontaine-sous-Jouy és un municipi francès situat al departament de l'Eure i a la regió de Normandia. L'any 2007 tenia 829 habitants.

## Demografia

### Població
El 2007 la població de fet de Fontaine-sous-Jouy era de 829 persones. Hi havia 323 famílies, de les quals 77 eren unipersonals (16 homes vivint sols i 61 dones vivint soles), 119 parelles sense fills, 111 parelles amb fills i 16 famílies monoparentals amb fills.
La població ha evolucionat segons el següent gràfic:
Habitants censats

### Habitatges
El 2007 hi havia 401 habitatges, 332 eren l'habitatge principal de la família, 57 eren segones residències i 12 estaven desocupats. 377 eren cases i 23 eren apartaments. Dels 332 habitatges principals, 267 estaven ocupats pels seus propietaris, 52 estaven llogats i ocupats pels llogaters i 12 estaven cedits a títol gratuït; 6 tenien una cambra, 9 en tenien dues, 49 en tenien tres, 74 en tenien quatre i 194 en tenien cinc o més. 285 habitatges disposaven pel capbaix d'una plaça de pàrquing. A 117 habitatges hi havia un automòbil i a 194 n'hi havia dos o més.

### Piràmide de població
La piràmide de població per edats i sexe el 2009 era:
| Homes | Edats   | Dones |
| ----- | ------- | ----- |
| 0     | 95 o +  | 0     |
| 0     | 90 a 94 | 0     |
| 0     | 85 a 89 | 8     |
| 0     | 80 a 84 | 0     |
| 8     | 75 a 79 | 16    |
| 16    | 70 a 74 | 12    |
| 24    | 65 a 69 | 20    |
| 8     | 60 a 64 | 24    |
| 16    | 55 a 59 | 16    |
| 24    | 50 a 54 | 32    |
| 56    | 45 a 49 | 52    |
| 20    | 40 a 44 | 28    |
| 36    | 35 a 39 | 40    |
| 24    | 30 a 34 | 24    |
| 20    | 25 a 29 | 12    |
| 8     | 20 a 24 | 16    |
| 44    | 15 a 19 | 24    |
| 24    | 10 a 14 | 28    |
| 36    | 5 a 9   | 24    |
| 36    | 0 a 4   | 8     |

## Economia
El 2007 la població en edat de treballar era de 549 persones, 415 eren actives i 134 eren inactives. De les 415 persones actives 383 estaven ocupades (197 homes i 186 dones) i 31 estaven aturades (12 homes i 19 dones). De les 134 persones inactives 51 estaven jubilades, 54 estaven estudiant i 29 estaven classificades com a «altres inactius».

### Ingressos
El 2009 a Fontaine-sous-Jouy hi havia 332 unitats fiscals que integraven 856,5 persones, la mediana anual d'ingressos fiscals per persona era de 23.243 €.

### Activitats econòmiques
Dels 22 establiments que hi havia el 2007, 2 eren d'empreses de fabricació de material elèctric, 1 d'una empresa de fabricació d'altres productes industrials, 6 d'empreses de construcció, 2 d'empreses de comerç i reparació d'automòbils, 1 d'una empresa d'hostatgeria i restauració, 2 d'empreses financeres, 1 d'una empresa immobiliària, 5 d'empreses de serveis i 2 d'empreses classificades com a «altres activitats de serveis».
Dels 7 establiments de servei als particulars que hi havia el 2009, 2 eren paletes, 2 lampisteries, 1 electricista, 1 perruqueria i 1 agència immobiliària.

## Equipaments sanitaris i escolars
El 2009 hi havia una escola elemental.

## Poblacions més properes
El següent diagrama mostra les poblacions més properes.